# Charles Wesley Pitman
Charles Wesley Pitman (* in New Jersey; † 8. Juni 1871 in Pottsville, Pennsylvania) war ein US-amerikanischer Politiker. Zwischen 1849 und 1851 vertrat er den Bundesstaat Pennsylvania im US-Repräsentantenhaus.

## Werdegang
Das Geburtsdatum und der genaue Geburtsort von Charles Pitman sind nicht überliefert. Da er im Jahr 1838 das Dickinson College in Carlisle in Pennsylvania absolvierte, ist davon auszugehen, dass er im 19. Jahrhundert geboren wurde. Noch im Jahr 1838 zog er nach Pottsville, wo er die dortige Knabenschule (Pottsville Academy) leitete. Politisch schloss er sich der Whig Party an.
Bei den Kongresswahlen des Jahres 1848 wurde Pitman im 14. Wahlbezirk von Pennsylvania in das US-Repräsentantenhaus in Washington, D.C. gewählt, wo er am 4. März 1849 die Nachfolge von George Nicholas Eckert antrat. Bis zum 3. März 1851 konnte er eine Legislaturperiode im Kongress absolvieren. Diese war von den Diskussionen um die Frage der Sklaverei und den Kompromiss von 1850 bestimmt.
Nach der Auflösung der Whigs Mitte der 1850er Jahre schloss sich Pitman der damals neu gegründeten Republikanischen Partei an. Beruflich arbeitete er damals in der Holzbranche. Seit Januar 1871 war er Sheriff im Schuylkill County. Diesen Posten hatte er bis zu seinem Tod am 8. Juni 1871 in Pottsville inne.